# Culture d'Abealzu-Filigosa

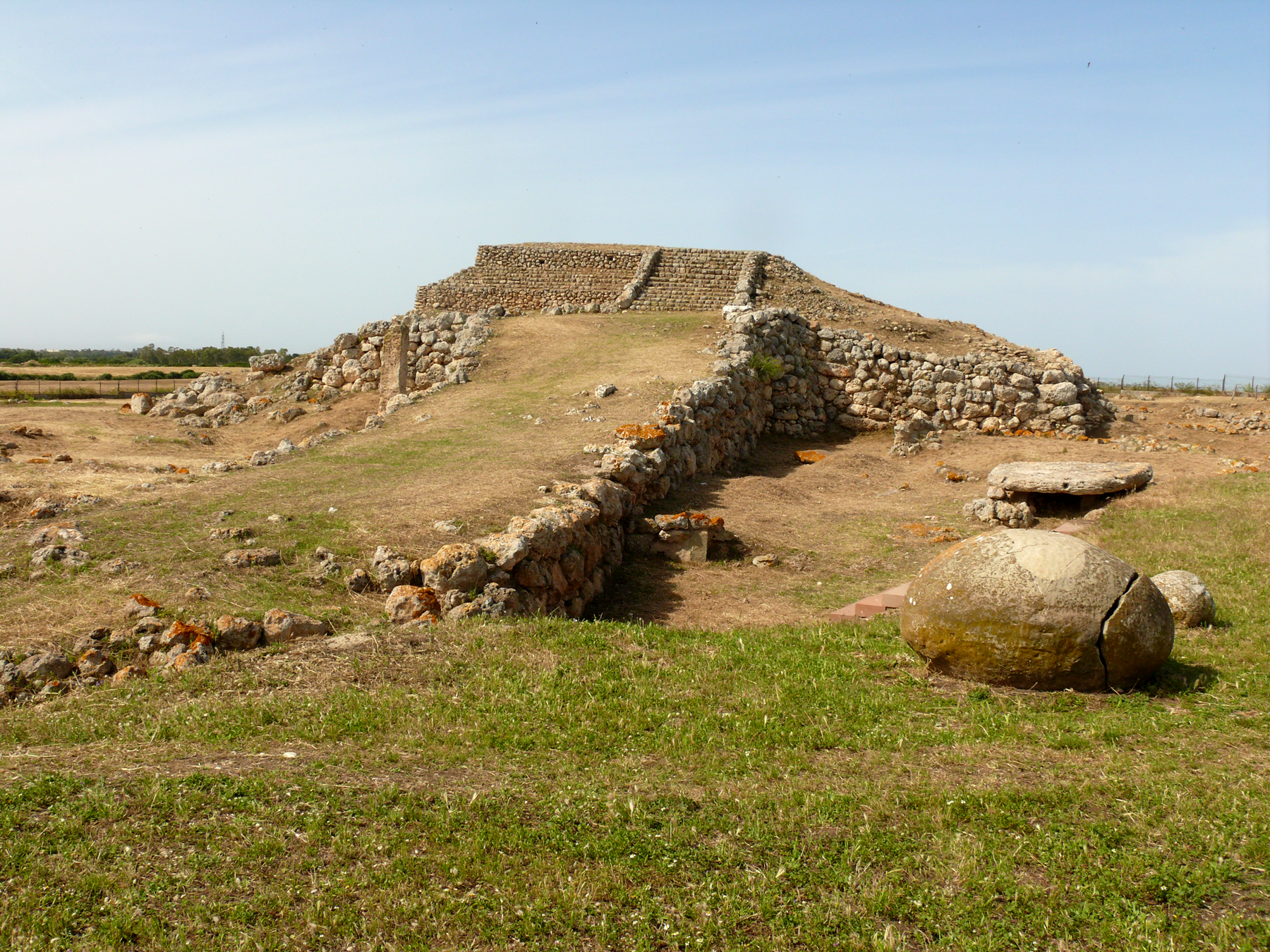
Autel préhistorique de Monte d'Accoddi

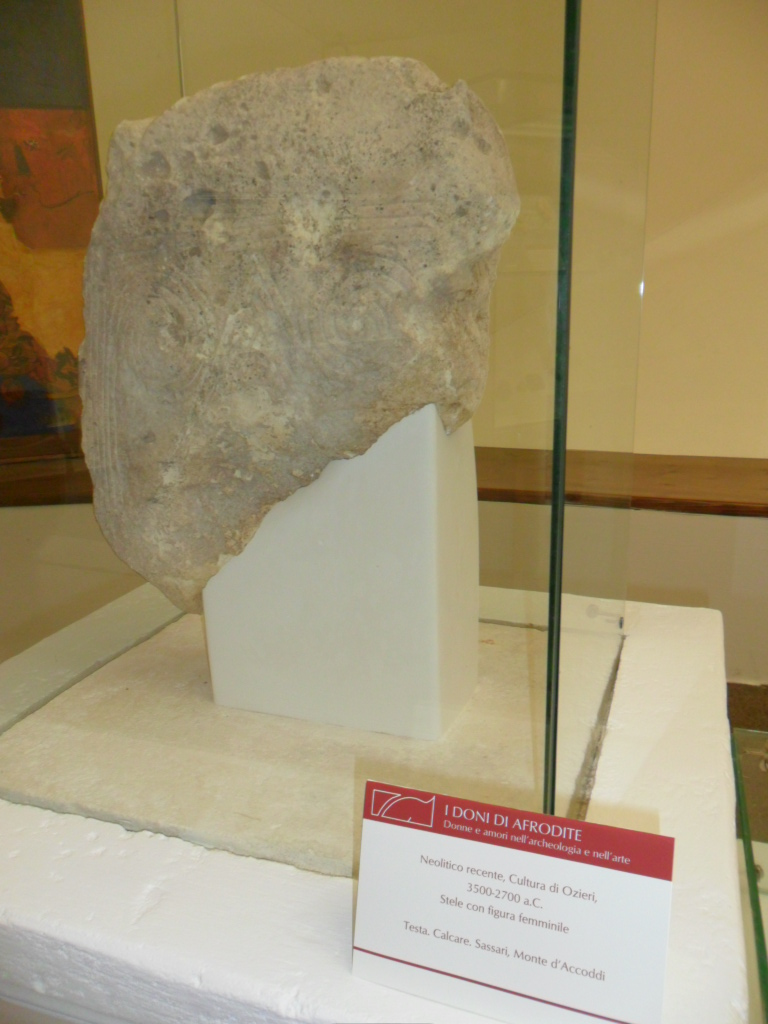
Tête de divinité, Monte d'Accoddi

La culture d'Abealzu - Filigosa  est une culture prénuragique ayant perduré en Sardaigne entre -2480 et -1855 et dont le nom est issu des localités dans lesquelles ont été retrouvées les plus nombreuses et importantes pièces archéologiques : Abealzu près de Osilo et Filigosa près de Macomer.

## Description
La « culture d'Abealzu-Filigosa » est considérée par les chercheurs comme celle qui a laissé le plus grand nombre de témoignages concernant son évolution. Les populations qui ont vécu dans la zone sassarese ainsi qu'en d'autres lieux du centre de la Sardaigne ont construit des villages organisés assurant le contrôle des territoires et les proto-nuraghes. Leur activité était pastorale et agricole, produisant et transformant les métaux, réalisant des produits manufacturés et céramiques.
Les tombes étaient réalisées dans des cavernes, sous la roche, tombes à couloir et grottes artificielles.
La culture d'« Abealzu-Filigosa », n’apporte pas d’évolution technique majeure. En effet, des études archéologiques font émerger qu’une grande partie des modes de construction, des formes architecturales, des modes d’habitations et d’enterrement de la culture d'« Ozieri » se retrouvent dans celle d'« Abealzu-Filigosa ». Le point remarquable est que pendant la culture  d'Ozieri, la période précédente semblait pacifique, cette nouvelle civilisation est à l’origine de l’apparition de systèmes de défenses, et du développement d’armes.

## Autel préhistorique de  Monte d'Accoddi
Les adeptes de cette culture utilisaient l’obsidienne, néanmoins au cours de cette période apparurent les premiers objets issus de la fusion du bronze et du plomb-galène composés surtout de poignards comme ceux représentés dans les statues menhir de Laconi et Nurallao.
Les aïeux guerriers sont déifiés et les premiers monuments mégalithiques sont élevés, comme l'autel de Mont d'Accoddi, près de Sassari bâti sur un relief à base quadrangulaire de 12,5 × 7,2 m environ mais dont la hauteur dépassait les 36 m et dédié probablement au « Dieu Soleil » et qui rappelle, par sa disposition sur une terrasse surélevée, les temples Ziggurat de la Mésopotamie.
Les squelettes retrouvés à Filigosa présentent des rayures issues de scarifications profondes avant l'inhumation définitive.
Le culte du « Père Héros » prend la place de celui de la « Déesse Mère ».